# Consuelo Sáizar Guerrero
Roxana del Consuelo Sáizar Guerrero (Acaponeta, Nayarit, 1961) es una editora de libros, consultora de empresas de contenidos culturales, socióloga de la cultura y ex-servidora pública mexicana. Ha fundado y dirigido empresas editoriales desde mediados de la década de los años ochenta del siglo pasado. Fue directora general del Fondo de Cultura Económica (FCE), presidenta del Consejo Nacional para la Cultura y las Artes (CONACULTA) y del Centro Regional para el Fomento del Libro en América Latina y el Caribe (Cerlalc). Durante el 2022 fue directora general de la Feria Internacional del Libro de Monterrey.

## Biografía y trayectoria
Inició su carrera profesional como jefa de prensa de Fonapas entre 1978 y 1979; en ese periodo, también fue reportera y redactora del periódico "El Observador de Nayarit" en Tepic, Nayarit. 
En 1983, incursionó en el mundo editorial como Gerente General de Editorial Jus hasta 1990, año en que, en sociedad con Gerardo Gally, fundó Hoja Casa Editorial, empresa que dirigió hasta abril del 2002.
Fue directora general del Fondo de Cultura Económica (FCE), de mayo del 2002 a marzo de 2009. Durante este periodo, la publicación de la literatura femenina cobró mayor importancia, fundó la biblioteca digital, y fueron construidos nuevos Centros Culturales que albergan librerías, auditorios, y diversas actividades culturales, también se renovaron varios otros. 
Bajo su dirección, se crearon nuevas colecciones en el FCE y se abrieron nuevas librerías en diversas ciudades de la República Mexicana, por ejemplo, el Centro Cultural Bella Épocaubicado en la colonia Condesa de la Ciudad de México. 
Su gestión también tuvo alcance internacional con la construcción del Centro Cultural del FCE Gabriel García Márquez, inaugurado en 2008 en Bogotá, Colombia; la remodelación de la Librería Juan Rulfo de Madrid, España; y el proyecto de la Librería Arnaldo Orfila, en Buenos Aires, Argentina. Además, las nueve filiales del Fondo ubicadas en sus respectivos países se convirtieron en distribuidoras de fondos editoriales mexicanos, extendiendo su alcance. 
Muchos fueron las aportaciones de Sáizar a la industria editorial mexicana mientras estuvo en ese cargo: la producción editorial promedio anual del Fondo creció de 1 millón 234 mil 086 ejemplares a 4 millones 056 mil 579 ejemplares; se reimprimió gran parte del catálogo de la editorial; se rediseñó el logotipo con una identidad de marca más fresca, se diseñó la familia tipográfica "Fondo" específica del grupo, y se produjo un papel con sello de agua con el logotipo del FCE; además, se realizó el lanzamiento de la Biblioteca Virtual y se hicieron los preparativos necesarios para iniciar el área de edición digitalen el Fondo; y como mención especial, el FCE obtuvo la certificación ISO 9001-2000 del almacén, de la editorial, de la biblioteca y de las librerías.
Su liderazgo y logros en el FCE le valieron el nombramiento como presidenta del CONACULTA en marzo de 2009, cargo que desempeñó hasta diciembre de 2012. Como servidora pública, desarrollo proyectos de alto impacto como La ciudad de los libros, una renovación a profundidad de la Biblioteca México José Vasconcelos de la Ciudad de México.
Poco tiempo después, en febrero de 2010, fue electa por unanimidad presidenta del Cerlalc, el Centro Regional para el Fomento del Libro en América Latina y el Caribe, un organismo intergubernamental bajo el auspicio de la UNESCO con sede en Bogotá, que trabaja por el mejoramiento de las condiciones para el desarrollo de las sociedades lectoras, responsabilidad que Sáizar ocupó hasta noviembre de 2012. 
Posteriormente, tomó la dirección general de la Feria Internacional del Libro de Monterrey,de marzo del 2022 a noviembre de 2023, uno de los proyectos culturales más emblemáticos del Tecnológico de Monterrey.   

## Educación
Consuelo Sáizar es licenciada en Ciencias de la Comunicación por la Universidad Iberoamericana (1983) en donde también hizo estudios en Ciencia Política y Administración Pública (1990). Tiene el grado de maestría en Sociedades Modernas y Transformaciones Globales por la University of Cambridge en Inglaterra, (2015). Estudió una maestría en Historia Intelectual por la University of Oxford (2021) y un PhD en Sociología en la University of Cambridge (2021), en Inglaterra.

## Premios y reconocimientos
En el 2000, recibió el premio al Arte Editorial por la Cámara Nacional de la Industria Editorial Mexicana (CANIEM). Tres años más tarde, el Gobierno del Reino de España le otorgó la condecoración de la Orden del Mérito Civil, en grado de Gran Cruz de Oficial. En 2008, recibió la medalla Emilia Ortiz que el estado de Nayarit otorga a sus ciudadanos ilustres.
Recibió la medalla al Mérito Cultural del Gobierno de Colombia y el trofeo "Mont Blanc" a la Mujer del Añoen 2010. Al siguiente año, le fue otorgada la condecoración con la orden Bernardo O'Higgins del Gobierno de Chile.
En 2017, fue condecorada por la Secretaría de la Defensa Nacional, por la Academia Nacional A.C., y la Academia Nacional de Historia y Geografía con la Gran Orden Victoria de la República.
Fue considerada una de “Los 300 Líderes”, por la revista Líderes Mexicanos, consecutivamente del 2003 al 2012. La revista Forbes México la reconoció como una de “Las 50 mujeres más poderosas de México” en 2011 y fue nombrada uno de los "50 personajes que mueven a México" en los años 2011 y 2012 por la revista Quién.

## Obra
- Es coautora del libro Gritos y Susurros coordinado por Denise Dresser.[25]
- Es columnista de Opinión 51.[26]
- La industria de la memoria: la necesidad de preservar archivos y bibliotecas (2020)[27]
- Facing the Digital Reading Disruption: a Personal Account of Mexican Poetry Mobile Applications (2020)[28]
- Gandhi, la cartografía de la memoria (2020)[15]
- Nuevas dimensiones y retos para el lenguaje: los tiempos de emoticones y emojis (2020)[29]
- Galería Arvil, 50 años (2019)
- Alí Chumacero: entre Cenzontle y Tezontle (2018)[30]
- La B como epicentro de la Ñ. El ‘boom’ y su impacto en el mundo editorial (2018)[31]
- La economía de los talentos debe profesionalizarse (2018)[32]
- La Nación: espejo intelectual de una acción política nacional (2016)[33]
- Cómo querer a Denise Dresser (2014)[34]
- La cartografía de la memoria: bibliotecas digitales (2013)[35]
- María Isabel Grañen Porrúa: filántropa, bibliófila, escritora e investigadora (2013)[36]
- Bibliotecas personales: la primera gran hazaña cultural del siglo XXI mexicano (2012)[37]
- Homenaje a un artista de excepción: Ricardo Legorreta (2012)[38]
- Mexicana universal (2012)[39]